# Marktplatz 16 (Bad Kissingen)

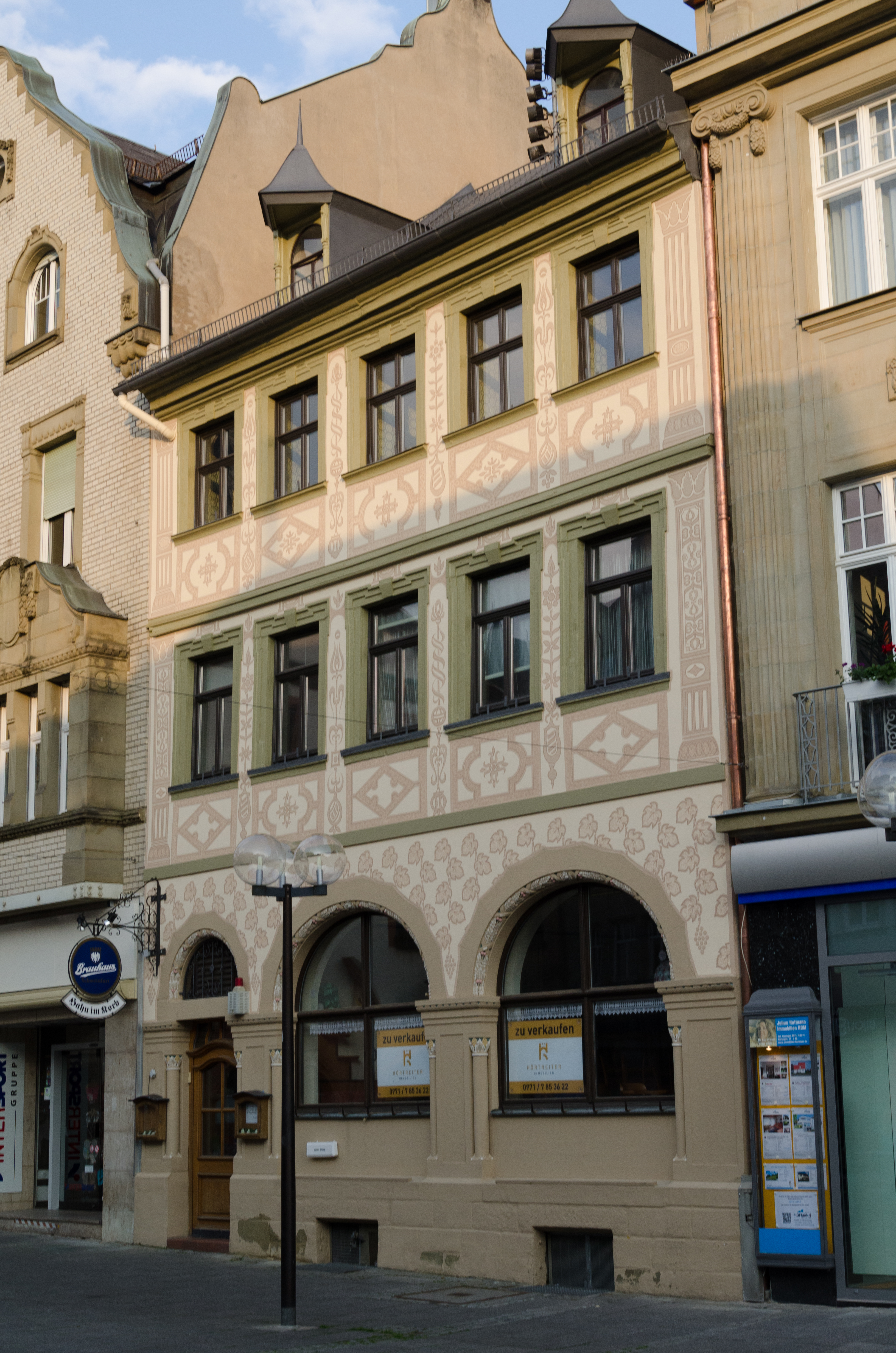
Marktplatz 16 in Bad Kissingen.

Das Gebäude Marktplatz 16 in Bad Kissingen, der Großen Kreisstadt des unterfränkischen Landkreises Bad Kissingen, befindet sich am Marktplatz des Ortes. Es gehört zu den Bad Kissinger Baudenkmälern und ist unter der Nummer D-6-72-114-61 in der Bayerischen Denkmalliste registriert.

## Geschichte
Der dreigeschossige Traufseitbau wurde Ende des 18. Jahrhunderts erbaut und war damit ein Bestandteil der alten Marktplatzbebauung. Die geohrten und faszierten Fensterrahmungen stammen aus der Barockzeit.
Die später ergänzten Gründerzeit-Dachgauben und Jugendstil-Öffnungen im Erdgeschoss belegen, dass das Anwesen am Übergang vom 19. zum 20. Jahrhundert Weinstuben beherbergte. So befand sich dort bis zum Jahr 1964 die Altdeutsche Weinstube. Später befand sich in dem Anwesen eine Wienerwald-Filiale. Nach deren Schließung wurde dort ein weiteres Restaurant eröffnet.